# Catochrysops kandarpa
Catochrysops kandarpa är en fjärilsart som beskrevs av Thomas Horsfield 1829. Catochrysops kandarpa ingår i släktet Catochrysops och familjen juvelvingar. Inga underarter finns listade i Catalogue of Life.